# Sierakowice Lewe
Sierakowice Lewe – wieś w Polsce położona w województwie łódzkim, w powiecie skierniewickim, w gminie Skierniewice.
W latach 1975–1998 miejscowość administracyjnie należała do województwa skierniewickiego.
W roku 2011 we wsi mieszkało 621 osób.